# سيريل كينيدي (سياسي)
سيريل كينيدي (بالإنجليزية: Cyril Kennedy)‏ (و. 1915 – 1974 م) هو سياسي، من كندا، توفي عن عمر يناهز 59 عاماً.

## مناصب
تولى منصب عضو مجلس العموم الكندي.